# Zaziko Basketball Club
Zaziko Basketball Club was een Belgische basketbalploeg uit Antwerpen.

## Historiek
Zaziko Basketball Club werd gesticht in 1949 en werd vernoemd naar het gelijknamige buurtcomité van de Antwerpse straten Zakstraat, Zirkstraat en Koepoortstraat. Zaziko verwijst naar de beginletters van deze drie straten. Het speelde eerst op een terrein in de Zakstraat. Ze speelden nadien op de Veemarkt.
De club kende zijn grote periode in de jaren vijftig en zestig van de twintigste eeuw. In 1957 werden ze kampioen in de Ereafdeling, de toenmalige tweede klasse en promoveerden naar Excellentie, de eerste klasse. Het jaar voordien hadden ze ook al de titel gehaald in eerste afdeling, de toenmalige derde klasse.
Willy Steveniers was de bekendste speler. Bekend was ook de stadsderby tegen Antwerpse B.B.C.

## Bekende (ex-)spelers
- Willy Steveniers[4]